# Нижние Халчи
Ни́жние Халчи́ — деревня в Фатежском районе Курской области. Входит в состав Солдатского сельсовета. Население — 186 человек (2010 год).

## География
Расположена в 14 км к юго-западу от Фатежа на речке Холче, притоке Усожи. Протяжённость деревни с севера на юг вдоль этой реки составляет более 4 км. С 2006 года деревню с районным центром соединяет асфальтированная автомобильная дорога.
Климат
Нижние Халчи, как и весь район, расположено в поясе умеренно континентального климата с тёплым летом и относительно тёплой зимой (Dfb в классификации Кёппена).
| Показатель                                                                     | Янв. | Фев. | Март | Апр. | Май  | Июнь | Июль | Авг. | Сен. | Окт. | Нояб. | Дек. | Год  |
| ------------------------------------------------------------------------------ | ---- | ---- | ---- | ---- | ---- | ---- | ---- | ---- | ---- | ---- | ----- | ---- | ---- |
| Средний суточный максимум, °C                                                  | −4,3 | −3,4 | 2,4  | 12,7 | 19   | 22,3 | 24,9 | 24,2 | 17,8 | 10,2 | 3,1   | −1,4 | 10,6 |
| Средняя температура, °C                                                        | −6,3 | −5,8 | −1   | 8    | 14,5 | 18,1 | 20,7 | 19,7 | 13,7 | 7    | 1     | −3,3 | 7,2  |
| Средний суточный минимум, °C                                                   | −8,7 | −8,7 | −4,9 | 2,6  | 9    | 12,9 | 15,7 | 14,7 | 9,6  | 3,9  | −1,3  | −5,4 | 3,3  |
| Норма осадков, мм                                                              | 52   | 45   | 47   | 51   | 62   | 73   | 77   | 57   | 60   | 60   | 48    | 50   | 682  |
| Источник: Погода по месяцам c ru.climate-data.org(дата обращения: Ноябрь 2021) |      |      |      |      |      |      |      |      |      |      |       |      |      |

Часовой пояс
Деревня Нижние Халчи, как и вся Курская область, находится в часовой зоне МСК (московское время). Смещение применяемого времени относительно UTC составляет +3:00.

## Этимология
Название связано с расположением деревни в ныне распаханной Холчёвской степи на реке Холче. В старину эта местность находилась на пути крымских татар в пределы Московского государства. Филолог А. И. Ященко предположил, что название «Холча» произошло от тюкских слов хала — «пустое / пустынное место» и ча — «река», и означает «река в пустом / пустынном месте». Приставка «Нижние» возникла для отличия от села Верхние Халчи, расположенного выше по течению одноимённой реки.

## История
По данным 1-й ревизии 1719 года в Нижних Халчах жили однодворцы Пилюгины (4 двора), Калугины (2 двора), Даниловы, Лукины, Перьковы, Полянские, Фурсовы, Черенковы (по 1 двору) — всего 83 души мужского пола в 13 дворах.
По данным 3-й ревизии 1762 года в Нижних Халчах жили однодворцы Пилюгины, Лукины (по 5 дворов), Калугины (2 двора), Воронцовы, Перьковы и Полянские (по 1 двору). Часть Нижних Халчей, населённая однодворцами Пилюгиными, в некоторых документах выделялась в деревню Пилюгинку.
До 1779 года Нижние Халчи входили в состав Усожского стана Курского уезда. В 1779—1924 годах в составе Фатежского уезда. Деревня была частью прихода Казанского храма села Верхние Халчи.
По данным 8-й ревизии 1834 года местные однодворцы входили в подчинение Шаховской казённой волости Фатежского уезда.
По данным 9-й ревизии 1850 года в Нижних Халчах жили однодворцы Пилюгины (15 дворов), Перьковы, Долгие (по 2 двора), Жекурины, Калинины, Калугины, Лукины, Полянские, Фарафоновы (по 1 двору) — всего 287 человек (142 мужчины и 145 женщин) в 25 дворах. В то время местные однодворцы входили в подчинение Сдобниковской казённой волости. Также в деревне жили крепостные крестьяне (104 души мужского пола), принадлежавшие жене коллежского регистратора Елизавете Фёдоровне Масловой.
В XIX веке Нижние Халчи назывались также Пилюгинскими Халчами по фамилии местных однодворцев, а также Масловкой — по фамилии помещиков Масловых. В деревне сохранилась усадьба Масловых с липовой аллеей и конюшней.
В 1862 году в деревне было 22 двора, проживало 318 человек (158 мужского пола и 160 женского). К 1877 году число дворов увеличилось до 47, число жителей — до 514. По данным 1885 года деревня состояла из одной общины. 
В 1887 году в Нижних Халчах была открыта земская школа. 
В 1897 году в деревне проживали 492 человека (238 мужского пола и 254 женского); православие исповедовали 488 человек. 
В 1861—1924 годах деревня входила в состав Дмитриевской волости Фатежского уезда. В 1924—1928 годах в составе Алисовской волости Курского уезда. С 1928 года в составе Фатежского района.
Во время Великой Отечественной войны, с октября 1941 года по февраль 1943 года, деревня находилась в зоне немецко-фашистской оккупации. 
В 1965 году к Нижним Халчам были присоединены деревни Пилюгинка и Фатьяновка (ныне, соответственно, южная и северная часть Н. Халчей). С 1920-х годов до 2010 года деревня была административным центром Нижнехалчанского сельсовета. С 2010 года в составе Солдатского сельсовета.
В 2012 году деревня была газифицирована. По данным 2013 года в Нижних Халчах было 83 двора.

## Население
| 1862 | 1877 | 1897 | 1979 | 1989 | 2002 | 2010 |
| ---- | ---- | ---- | ---- | ---- | ---- | ---- |
| 318  | ↗514 | ↘492 | ↘305 | ↘245 | ↘233 | ↘186 |

## Инфраструктура
Личное подсобное хозяйство. В деревне 95 домов.

## Транспорт
Нижние Халчи находится в 11 км от автодороги федерального значения М2 «Крым» (Москва — Тула — Орёл — Курск — Белгород — граница с Украиной) как часть европейского маршрута E105, в 7 км от автодороги регионального значения 38К-038 (Фатеж — Дмитриев), в 2 км от автодороги межмуниципального значения 38Н-679 (38К-038 — Солдатское — Шуклино), на автодороге 38Н-681 (38Н-679 — Верхние Халчи), в 27 км от ближайшего ж/д остановочного пункта 29 км (линия Арбузово — Лужки-Орловские).
В 165 км от аэропорта имени В. Г. Шухова (недалеко от Белгорода).